# Qiupanykus zhangi
Qiupanykus zhangi es la única especie conocida del género extinto Qiupanykus ("garra de Qiupa") de dinosaurio terópodo alvarezsáurido que vivió a finales del período Cretácico, hace aproximadamente entre 72 a 66 millones de años durante el Maastrichtiense en lo que es hoy Asia. Sus fósiles se han encontrado en rocas del Cretácico Superior en la Formación Qiupa del sur de China.
Se encontraron huevos fosilizados que se cree fueron depositados por un oviraptórido en asociación con el espécimen holotipo, lo cual sugiere que Qiupanykus puede haber sido un devorador de huevos especializado, usando su robusta garra del pulgar para perforar las cáscaras de huevos.
Lü et al. en 2018 determinaron que Qiupanykus es un miembro de la familia Alvarezsauridae, cayendo más cerca de Parvicursor que de Patagonykus. Aunque no está asignado formalmente al clado Parvicursorinae en la descripción, esta posición lo convertiría en miembro de Parvicursorinae sensu Xu et al. de 2013.